# Parkfriedhof
Ein Parkfriedhof ist eine Friedhofsanlage, die sich in der Gestaltung am Konzept des englischen Landschaftsgartens orientiert. 

## Ausführung

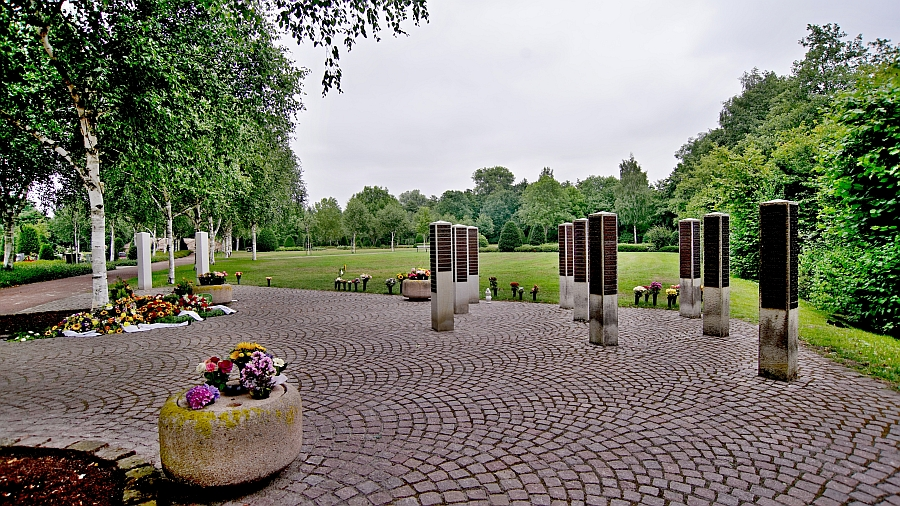
Namensstelen an einem Gemeinschaftsgrab mit anonymen Bestattungen im Friedhof Moordeich bei Bremen

Elemente des Parkfriedhofs sind eine unregelmäßige Wegführung, gestaltete Hügel- und Teichanlagen und waldartige Bereiche. Als ältester Parkfriedhof gilt Père-Lachaise in Paris, der 1804 angelegt wurde. Charakteristische Gestaltungselemente waren dabei Hügel, Täler, fließende Gewässer und stille Wasserflächen.
Die sozioökonomische Entwicklung und zunehmende Kirchenferne der Bevölkerung haben in den letzten Jahren dazu geführt, dass immer weniger individuelle Grabstätten erworben und von Hinterbliebenen gepflegt werden können. Die Kommunen sind deshalb dazu übergegangen, kommunale Friedhöfe landschaftlich zu gestalten, wodurch Raum für Gemeinschaftsgräber mit sogenannten „anonymen Bestattungen“ entsteht. Der 1990 eröffnete Friedhof Moordeich in Stuhr bei Bremen spiegelt im Kleinen den Charakter der norddeutschen Geestlandschaft mit Birken, weiten Wiesen, einem idyllischen See und einer Kapelle hinter einem künstlichen Erdwall mit massiven Deichtoren als „Haus hinter dem Deich“. Dies entspricht einem weit verbreiteten Bedürfnis nach Naturnähe, so dass der Friedhof zu einem Ort der Besinnung nicht nur für die trauernden Hinterbliebenen wird.
Ein Waldfriedhof unterscheidet sich dadurch, dass die vorhandenen Baumflächen wenig gestaltet sind und kaum künstliche Eingriffe in die Landschaft aufweisen.

## Geschichte
In Nordamerika verbreiteten sich die Parkfriedhöfe zwischen 1830 und 1860. Als ihre Vorbilder dienten der Père-Lachaise und die englische Gartenkunst. Die erste Initiative dieser Art auf dem nordamerikanischen Kontinent begann schon am Ende des 18. Jahrhunderts, als in New Haven ohne kirchliche Beteiligung 31 Familien auf eigene Kosten ein außerhalb der Stadt liegendes Areal aufkauften, um dort einen 2,4 Hektar großen Friedhof (Grove Street Cemetery) einzurichten. Dieses Gelände wurde später nach den Planungen von Henry Dearborn und Alexander Wadsworth in einen Landschaftspark umgestaltet.
Es waren allerdings die während des frühen 19. Jahrhunderts in den USA entstandenen rural cemetries, wie der 1831 entstandene Mount Auburn Cemetery bei Boston, die wiederum für Europa Vorbildcharakter hatten. In England warb als einer der ersten Gartenfachleute John Claudius Loudon für das neue Friedhofsgestaltungskonzept, wonach sie künftig auch als frei zugängliche Parkanlagen genutzt werden können. Bereits vor 1850 wurden auch in Deutschland Friedhöfe mit parkartigen Teilen angelegt. 

## Liste von Friedhöfen
In der Liste sind solche Anlagen aufgeführt, die als Parkfriedhöfe geplant wurden und so bezeichnet werden. Die ersten vollständig als Park gestalteten Anlagen sind der 
- Südfriedhof in Kiel von 1869, der *Hauptfriedhof Karlsruhe in Karlsruhe von 1874

und der
- Riensberger Friedhof in Bremen von 1875.
- Friedhof Ohlsdorf in Hamburg erlangte besondere Bedeutung, der 1877 konzipierte gilt als der weltgrößte Parkfriedhof.

### Deutschland
- Parkfriedhof mit Solequelle in Artern
- Parkfriedhof Bad Kissingen in Bad Kissingen
- Parkfriedhof Lichterfelde in Berlin
- Parkfriedhof Neukölln in Berlin
- Waldfriedhof Dahlem in Berlin
- Parkfriedhof Marzahn, Bezirk Marzahn-Hellersdorf in Berlin
- Friedhof Blankenburg in Berlin
- Zentralfriedhof Friedrichsfelde in Berlin
- II. Städtischer Friedhof Eythstraße in Berlin
- Johannisfriedhof in Bielefeld
- Parkfriedhof Bottrop in Bottrop
- Osterholzer Friedhof in Bremen
- Friedhof Moordeich in Stuhr bei Bremen
- Neuer Annenfriedhof in Dresden
- Parkfriedhof in Essen-Huttrop
- Parkfriedhof (Frankenthal) in Frankenthal
- Parkfriedhof Junkerberg in Göttingen
- Friedhof Öjendorf in Hamburg
- Hauptfriedhof Karlsruhe in Karlsruhe
- Parkfriedhof Eichhof in Kronshagen bei Kiel
- Parkfriedhof Meiningen in Meiningen
- Südfriedhof und Ostfriedhof in Leipzig
- Parkfriedhof Solingen in Solingen
- Hauptfriedhof Ulm in Ulm

### Österreich
- Parkfriedhof Lutzmannsburg in Lutzmannsburg

### Andere Länder
- Père-Lachaise (Paris, 1804)
- Mount Auburn Cemetery (Cambridge/Massachusetts, USA, 1831)
- Laurel Hill Cemetery (Philadelphia, 1836)
- Green-Wood Cemetery (Brooklyn/New York, 1838)
- Little Ilford (London, 1856)
- Mirogoj (Zagreb)